# Kuje Lhakhang

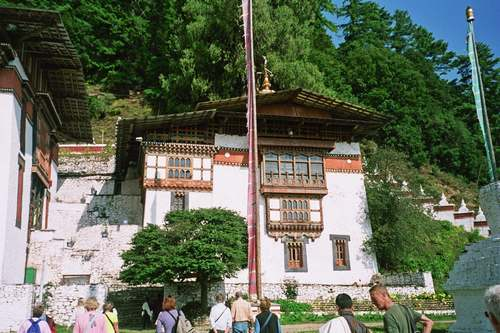
Kuje Lhakhang tempel in de Bumthang vallei

Kuje Lhakhang is een van de belangrijkste Boeddhistische tempels in Bhutan.
Rond 750 na Chr. kwam Padmasambhava of: Guru Rinpoche ("kostbare meester") naar Bhutan. Guru Rinpoche is de belangrijkste persoon uit de geschiedenis van Bhutan. Hij wordt door de Bhutanezen als een heilige vereerd, omdat hij definitief het Boeddhisme naar Bhutan bracht. Dat deed hij door in het hele land de lokale geesten te onderwerpen aan het Boeddhisme. Het betreft hier het Tibetaans boeddhisme en het woord lhakhang is oorspronkelijk ook Tibetaans voor tempel.
In de Bumthang vallei, bij Jakar, lokte hij met magie een demon uit diens grot, veranderde zich in een Garoeda en onderwierp de demon door zijn klauwen in de demon te zetten. Op deze plaats werd later een belangrijke tempel gebouwd, de Kuje Lhakhang.